# 碧城站
碧城站（韓語：벽성역）是位于朝鮮民主主義人民共和國黃海南道碧城郡的一個鐵路車站。屬於甕津線。

## 邻近车站
甕津線
西席站 - 碧城站 - 紫阳站